# وزارة العدل (العراق)
وزارة العدل العراقية هي إحدى الوزارات العراقية تأسست عام 1920، وأول وزير ناجي السويدي، تعد المسؤولة عن قطاع العدل في العراق بما فيه من محاكم وإدارة السجون، الوزير الحالي خالد سلام سعيد.

## قائمة وزراء العدل السابقين
1. مكتب الوزير العدل
2. مكتب الوكيل الاقدم
3. مكتب وكيل الوزارة للشؤون الادارية والمالية
4. دائرة التسجيل العقاري.
5. دائرة الكتاب العدول
6. دائرة التنفيذ.
7. دائرة العلاقات العدلية
8. دائرة التخطيط العدلي
9. الدائرة القانونية
10. دائرة الوقائع العراقية
11. دائرة الاصلاح العراقية
12. دائرة اصلاح الاحداث
13. دائرة حقوق الانسان
14. دائرة التدقيق والرقابة الداخلية
15. الدائرة الإدارية والمالية

## انظر أيضًَا
- الحكومة العراقية 2022
- موقع وزارة العدل